# I Feel You
«I Feel You» — перший сингл британського гурту Depeche Mode з їх восьмого студійного альбому Songs of Faith and Devotion і 27-й в дискографії групи. Вийшов 15 лютого 1993. Пісня досягала восьмий рядки в UK Singles Chart, також займала в американських чартах Modern Rock Tracks і Hot Dance Music/Club Play першу і третю сходинки відповідно. Це були найвищі показники серед синглів групи в чартах на той момент.

## Подробиці
Ця пісня є однією з найбільш «ро́кових» у репертуарі Depeche Mode, так як в ній використовується така кількість неелектронних інструментів, яке не використовувалося ніколи раніше. Алан Уайлдер грає на барабанах, Мартін Гор — на гітарі, при цьому електронні звуки присутні головним чином тільки спочатку, в скрипучому вступ. «I Feel You» має розмір такту 6/8. Версія пісні на релізі 7" така ж, як на альбомі. Версія «Throb Mix» містить неповний текст. Фрагмент версії «Swamp Mix» присутній на альбомі Songs of Faith and Devotion як інтерлюдія між треками «Get Right With Me» і «Rush», також це використовувалося як інтро при виконанні «I Feel You» на концертах турів Devotional Tour і The Exciter Tour.
На обкладинці синглу зображені чотири символи — фігурки, кожен з яких відповідає одному учаснику групи. Щоб визначити, який символ якому учаснику відповідає, потрібно подивитися на числа, розташовані на кожній з фігурок. Це дати народження учасників. Крім того, на обкладинці альбому Songs of Faith and Devotion відповідними символами перекриваються фотографічні зображення учасників. Таким чином, в лівому верхньому кутку зображений Алан Уайлдер , у правому верхньому — Дейв Гаан , у правому нижньому — Енді Флетчер, і в лівому нижньому — Мартін Гор.
Сторону «Б» займає «One Caress» — пісня з Songs of Faith and Devotion з вокалом Мартіна Гора. У США, Sire Records/Reprise Records випустили «One Caress» як промо-сингл. Одна версія промо містить оригінальну версію пісні, в той час як інша — «живу» версію з Songs of Faith and Devotion Live. Реміксів на цю пісню не існує.
Пісня з'являється в одній з сцен турецько — німецького фільму 2004 «Головою об стіну».

## Чарти
| Чарти (1993)                              | Найвища позиція |
| ----------------------------------------- | --------------- |
| Австралія (ARIA)                          | 37              |
| Австрія (Ö3 Austria Top 75)               | 7               |
| Бельгія (Ultratop Flanders)               | 21              |
| Canada Top Singles (RPM)                  | 31              |
| Denmark (IFPI)                            | 2               |
| Europe (Eurochart Hot 100)                | 2               |
| Finland (Suomen virallinen lista)         | 1               |
| Франція (SNEP)                            | 5               |
| Німеччина (Media Control AG)              | 4               |
| Greece (Pop + Rock)                       | 1               |
| Iceland (Íslenski Listinn Topp 40)        | 18              |
| Ірландія (IRMA)                           | 6               |
| Italy (Musica e dischi)                   | 3               |
| Нідерланди (Dutch Top 40)                 | 35              |
| Нідерланди (Mega Single Top 100)          | 39              |
| Нова Зеландія (RIANZ)                     | 29              |
| Portugal (AFP)                            | 7               |
| Spain (AFYVE)                             | 1               |
| Швеція (Sverigetopplistan)                | 2               |
| Швейцарія (Media Control AG)              | 4               |
| Велика Британія (Official Charts Company) | 8               |
| США (Billboard Hot 100)                   | 37              |
| США (Alternative Songs) (Billboard)       | 1               |
| США (Hot Dance Club Songs) (Billboard)    | 3               |
| US Cash Box Top 100                       | 37              |

| Чарт (1993)                       | Позиція |
| --------------------------------- | ------- |
| Europe (Eurochart Hot 100)        | 20      |
| Germany (Official German Charts)  | 40      |
| US Modern Rock Tracks (Billboard) | 13      |

## Сертифікації
| Регіон                                             | Сертифікація | Продажі  |
| -------------------------------------------------- | ------------ | -------- |
| США (RIAA)                                         | Золотий      | 500 000^ |
| ^відвантаження, що базуються лише на сертифікаціях |              |          |